# トーフェン城
トーフェン城（トーフェンじょう、英語: Toffen Castle、ドイツ語: Schloss Toffen）は、スイス連邦のベルン州トーフェンにあるバロック建築様式のカントリー・ハウスで、スイス連邦の重要文化財である。

## 歴史
トーフェン城の築城起源は明らかではない。最初の記録として残っているのは、1306年5月19日にヨハン・ヴァン・ブレムガルテン（Johann von Bremgarten）が私有地を明け渡したことである。その事実には彼の叔父であるハインリヒ・ヴァン・ブレムガルテン（Heinrich Bremgardten）とウルリッヒ・ヴァン・ブレムガルテン（Ulrich von Bremgarten）のためのトーフェン城とブレムガルテン城も含まれていた。1323年、ベルン出身の貴族であるピーター・ヴァン・ガイセンシュタイン（Peter von Gysenstein）はトーフェン城、およびツウィング・ウント・バン（Zwing und Bann）が握っていたトーフェンの村民たちに関する権利を手に入れた。城はヨハン・ゼン・ヴァン・ミュンヒンゲン（Johann Senn von Münsingen）により彼の娘に継承された。1352年、地方貴族であるウルリッヒ・"ケスリー"・ヴァン・トーフェン（Ulrich "Keseli" von Toffen）が私有地の一部を購入した。3年後、彼は残りの私有地を購入した。彼の一族は凡そ100年間に渡り、城と周辺の私有地を維持した。
数人の更なる所有者を経た後の1507年、バーソロミュー・メイ（Bartholomew May；1446年 - 1531年）が私有地を購入した。伝承によれば1513年に起きたノヴァーラの戦いの後に、バーソロミュー・メイがベルン州のベアレン・レーベンもしくは熊の穴（Bear Pit）に最初の熊を連れてきたという。バーソロミューは古城を後期ゴシック建築様式のマナー・ハウスに拡張、および改装した。この城は1610年にロイズ家（Loys）、もしくはエローギウス・ノブローシュ（Elogius Knobloch）に売却されるまでヴァン・メイ家の邸宅であり続けた。
ノブローシュは城の内部を改修するために、アルザス地域圏の地方から大工や芸術家を連れてきた。プレッツェルバー（Bretzelistube）はベルン在住の芸術家であるジョセフ・ヴェルナーによる絵画だけではなくルネサンス様式の彫刻も収容している。ロイズ・ノブローシュの娘であるアンナは1616年にアブラハム・ヴァン・ヴェルドと結婚した。1642年にアンナの父親が亡くなった後、ヴァン・ヴェルドはトーフェンの貴族となった。ヴァン・ヴェルド家のトーフェン分家は9世代に渡る城の所有者であり、今日においてトーフェン城に関する詳細な歴史を持つ2つの家系を結びつけるメイ＝ヴァン・ヴェルド夫人（Mrs. von May-von Werdt）が城を所有している。
1671年から1673年にかけて、ヨハン・ゲオルグ・ヴァン・ウェンド（Johann Georg von Wendt）は元のままの城をバロック建築様式のマナーハウスに建て直した。彼は主要な建物からあらゆるものを取り外し、屋根を付け替えた。古いカーテンウォールとゲートハウスは解体され、優雅な庭園は古い庭園に置き替えられた。西側の翼棟は広い食堂を持つ城に加えられ、ヴァン・ウェンドはベルン出身の著名な風景画家であるアルブレヒト・カウフに4つの主要な角に飾る「トーウェンの城と土地」を描写した4点の絵画の制作を依頼した。1750年頃、ゲオルグ・サミュエル・ヴァン・ウェルド（Georg Samuel von Werdt）は再度城を拡張、および改装した。
1798年に起きたフランスによるスイス侵攻、およびヘルヴェティア共和国の樹立を受けて、城の所有者たちは支配権、司法権、および罰則権を喪失した。しかしながら彼らは城の管理権を保持し、今日においても個人保有のままである。